# Ultimate Marvel vs. Capcom 3
Ultimate Marvel vs. Capcom 3 (アルティメット マーヴル VS. カプコン3 Arutimetto Māvuru bāsasu Kapukon Surī?) es un videojuego de lucha cruzado desarrollado por Capcom en colaboración con Eighting. Es una versión actualizada de Marvel vs. Capcom 3: Fate of Two Worlds. El juego presenta personajes de las franquicias de videojuegos de Capcom y de la serie de cómics publicada por Marvel Comics. El juego se lanzó en noviembre de 2011 para PlayStation 3 y Xbox 360, y se presentó como título de lanzamiento para PlayStation Vita en 2012. Posteriormente, el juego se transfirió a PlayStation 4 en diciembre de 2016 y a Windows y Xbox One en marzo de 2017.
En Ultimate Marvel vs. Capcom 3, los jugadores seleccionan un equipo de tres personajes para participar en combate e intentar noquear a sus oponentes. Como actualización, el juego utiliza una mecánica de juego prácticamente idéntica a la del original. Sin embargo, tanto el sistema de combate aéreo como el X-Factor, introducidos en Fate of Two Worlds, han recibido ajustes. Además de las modificaciones en la jugabilidad y los nuevos personajes jugables, el juego presenta varios cambios estéticos.
Después de los acontecimientos del terremoto y tsunami de Tōhoku de 2011 interrumpieran el calendario de desarrollo del contenido descargable de Fate of Two Worlds, el contenido adicional se creó en un título independiente, Ultimate Marvel vs. Capcom 3, a un precio de venta con descuento. El juego recibió críticas generalmente positivas tras su lanzamiento; Los críticos elogiaron la lista ampliada de personajes y la experiencia en línea mejorada, pero criticaron la falta de nuevas funciones y modos de juego. En septiembre de 2017 se lanzó una secuela, titulada Marvel vs. Capcom: Infinite.

## Jugabilidad
La jugabilidad de Ultimate Marvel vs. Capcom 3 es igual que la de Marvel vs. Capcom 3. El jugador selecciona un equipo de tres personajes para luchar en combates de uno contra uno. Se usa el mismo sistema de combate por equipos que los juegos predecesores, donde el jugador puede elegir entre sus tres personajes para luchar en medio del combate. Durante el combate, cada jugador puede llamar a sus personajes fuera de pantalla para que realice ataques especiales, conocidos como "asistencias". También se puede realizar el Hyper Combo, ya sea individual o en equipo, si la energía da para ello. El objetivo es usar los diferentes ataques para así bajar la barra de vitalidad de los rivales o bien, si se acaba el tiempo, tener más vitalidad acumulada que el equipo contrario, para ganar la partida.
Ultimate Marvel vs. Capcom 3 tiene unos modelos en tres dimensiones de los personajes y escenarios, pero el sistema de juego sigue siendo en dos dimensiones. Se usa un sistema de dirección de ocho puntos, permitiendo al personaje saltar, agacharse y moverse hacia delante o hacia atrás. El juego también usa un sistema de botones simple, se asignan tres botones para golpear de manera débil, media o fuerte. También se añadió un botón de ataques especiales, para lanzar a oponentes al aire y cambiar a tus personajes para hacer un combo aéreo (Air Combo). La opción de cambio en el aire fue cambiada en Ultimate Marvel vs. Capcom 3; además de que los jugadores pueden remover parte de la barra de combos de su adversario agregarlo a su barra, o causar más daño. Otro cambio del modo de juego es la adición del "button-mashing"; un Hyper Combo puede hacer más daño conforme a las veces que un jugador oprime de forma repetida el botón de ataque.
La mecánica del “X-Factor”, un estado que incrementa la fuerza y velocidad y regenera la vida durante un período determinado de tiempo también ha sido añadida. A diferencia de en su predecesor, este estado dura menos tiempo, pero puede activarse en el aire. Los incrementos de fuerza y velocidad han sido adaptados a cada luchador, así como la duración del X-Factor, haciendo que los personajes más poderosos tengan menos tiempo de uso.
Additionally, Hyper Combos performed during X-Factor are now subject to damage scaling.
Mientras que la mecánica sigue igual, se han añadido gran número de mejoras estéticas, tales como 12 nuevos personajes y pantallas de selección del escenario. La HUD del juego también ha sido rediseñada. Además, los personajes que salieron en la anterior edición también han tenido cambios, tales como nuevos movimientos y animaciones.
También, una mejora presente es el juego en línea. A diferencia del anterior juego, se puede ser un espectador en los combates en línea en los que no se participe. Los sistemas de revancha también se han mejorado.

### Modos
Ultimate Marvel vs. Capcom 3 incluye los modos de juego de la anterior edición, el Arcade, el Versus y el Entrenamiento. También se añadió un contenido descargable gratuito llamado "Héroes y Heraldos", un modo de lucha tanto de un jugador como en línea el cual incluye un sistema de mejoras por medio de cartas, pudiendo personalizar una baraja de 3 cartas para obtener nuevos poderes. Para esto, se puede elegir el bando:o los Héroes de la Tierra o los Heraldos de Galactus. El objetivo es enfrentarse en los diversos escenarios a grupos de enemigos y, según vayan perdiendo, se irá conquistando ese escenario. Las cartas de habilidad, las cuales son personajes tanto de Marvel como de Capcom, dan poderes especiales como invisibilidad, superarmaduras o invencibilidad ante los proyectiles. De las tres cartas elegidas para el combate, solo una podrá ser elegida como carta principal, la cual dará más mejoras. El número total de cartas es 100.

## Personajes
Ultimate Marvel vs. Capcom 3 incluye a los 36 personajes de Marvel vs. Capcom 3 e introduce a 12 nuevos. Jill Valentine y Shuma-Gorath, los dos personajes lanzados para el anterior juego como contenido descargable, seguirán sirviendo para esta nueva versión. También se incluyó un modo de lucha arcade en el que se controla a Galactus, un personaje no jugable del anterior juego y jefe final de ambos. La siguiente es una lista de los 12 personajes exclusivos de este juego, subrayados, los que debutan en la franquicia
| Marvel Comics  | Marvel Comics           | Marvel Comics                | Capcom         | Capcom            | Capcom                       |
| Personaje      | Serie de origen         | Debut en la saga             | Personaje      | Serie de origen   | Debut en la saga             |
| -------------- | ----------------------- | ---------------------------- | -------------- | ----------------- | ---------------------------- |
| Doctor Strange | Doctor Strange          | Ultimate Marvel vs. Capcom 3 | Firebrand      | Ghosts 'n Goblins | SVC Chaos                    |
| Ghost Rider    | Ghost Rider             | Ultimate Marvel vs. Capcom 3 | Frank West     | Dead rising       | Tatsunoko vs. Capcom         |
| Hawkeye        | The Avengers            | Ultimate Marvel vs. Capcom 3 | Nemesis T-Type | Resident Evil     | Ultimate Marvel vs. Capcom 3 |
| Iron Fist      | Heroes for Hire         | Ultimate Marvel vs. Capcom 3 | Phoenix Wright | Ace Attorney      | Ultimate Marvel vs. Capcom 3 |
| Nova           | Guardians of the galaxy | Ultimate Marvel vs. Capcom 3 | Strider Hiryu  | Strider           | Marvel vs. Capcom            |
| Rocket Raccoon | Guardians of the galaxy | Ultimate Marvel vs. Capcom 3 | Vergil Sparda  | Devil May Cry     | Ultimate Marvel vs. Capcom 3 |

1) Personajes que debutaron en otros vs. de Capcom, pero que hacen primera aparición en la saga Marvel vs. Capcom.

## Desarrollo
El 20 de julio de 2011, en la San Diego Comic-Con International, Capcom anunció que una versión actualizada del Marvel vs. Capcom 3 estaba en desarrollo. Ultimate Marvel vs. Capcom 3 incluiría nuevos personajes, escenarios, elementos de la historia y muchas otras cosas para mejorar el balance del juego y el sistema en línea. Muchas de estas mejoras, así como la adición de un Modo espectador y cambios en el X-Factor fueron resultados de la respuesta que tuvo Capcom ante las demandas de los fanes. En el 2011 Tokyo Game Show, el productor de videojuegos de Capcom, Yoshinori Ono, anunció que también sería lanzado para PlayStation Vita. Esta versión portátil contendrá el mismo contenido que en la consola y se adaptará a los controles táctiles.
Después del lanzamiento de Marvel vs. Capcom 3, el equipo de desarrollo del juego tenían planes para lanzar mucho contenido descargable. Sin embargo, debido al terremoto y al tsunami que sufrió Japón en 2011, el director y productor Ryota Niitsuma y su equipo decidieron lanzar todo ese contenido descargable como un juego nuevo, junto a los cambios realizados y el nuevo contenido. Como resultado, la creación de Ultimate Marvel vs. Capcom 3 es mitad contenido descargable para el juego original, mitad juego nuevo.
Como su predecesor, Ultimate Marvel vs. Capcom 3 fue diseñado para que fuera mucho más accesible a jugadores nóveles en los juegos de lucha. Capcom puso mucho énfasis en la creación del Marvel vs. Capcom 3 y crearon Ultimate Marvel vs. Capcom 3 como un juego con más estrategia. Los proyectiles y el control en el aire se hicieron más intuitivos, así como una estrategia más profunda.
Para promocionar el juego, se lanzaron unos pack de trajes exclusivos para los que lo reservaran pre-orden, incluyendo variaciones en 3D de los modelos.. Si se reservaba en GameStop, recibían el Femme Fatale Pack (Chun-Li, Morrigan, Storm, X-23). Amazon ofreció el New Age of Heroes Costume Pack (Akuma, Doctor Doom, Sentinel, Strider Hiryu), mientras que Best Buy daba acceso al Villains Costume Pack (C. Viper, M.O.D.O.K., Super-Skrull, Wesker). Después del lanzamiento del juego, se pusieron a la venta muchos otros packs de trajes en Xbox Live Marketplace y PlayStation Network. El Ancient Warriors Costume Pack, (Arthur, Firebrand, Hulk y Magneto) se planeaba lanzarse el 20 de diciembre de 2011, pero Capcom anunció que se retrasaría hasta el 6 de marzo de 2012, debido a una controversia con el traje de Magneto. El traje en cuestión, que estaba basado en el traje que usó Magneto en la serie House of M, tenía muchas similitudes con el traje del Rey de España Juan Carlos I, lo que ocasionó una denuncia por parte de la Casa Real Española, siendo el traje removido del pack.

## Recepción
Ultimate Marvel vs. Capcom 3 por lo general tuvo reseñas positivas, dándole Metacritic un 80 y 79 a las ediciones de PlayStation 3 y Xbox 360 respectivamente, y obteniendo una puntuación de un 81 en ambas por parte de GameRankings.
El juego recibió alabanzas por mejorar varios problemas de jugabilidad del anterior juego, Marvel vs. Capcom 3: Fate of Two Worlds y mejorar el juego en línea. G4 dijo que el juego era "simple, pero profundo sistema de juego", "muchos personajes", y "mejorar el juego en línea." 1UP.com citó el juego como una "mayor mejora sobre el original." GameSpot dijo que era incuestionablemente una versión superior.
Una crítica común del juego es la falta de contenidos a excepción de los nuevos personajes y algún cambio en el sistema de juego. IGN apuntó que "la inclusión de personajes es un cambio bienvenido que rectifica uno de los principales problemas con Marvel vs. Capcom 3", el juego "no añade mucho más, siendo el precio de 40 dólares un poco duro de tragar." GameInformer dijo que "aparte de los nuevos personajes, los jugadores más veteranos apreciarán un cambio que Capcom ha hecho para equilibrar el juego," pero "los fans medios que ya jugaron al original y sólo están interesados en los personajes no lo comprarán."